# Liste der Einträge im National Register of Historic Places im Lincoln County (West Virginia)
Diese Liste der Einträge im National Register of Historic Places im Lincoln County (West Virginia) enthält alle im Lincoln County, West Virginia in das National Register of Historic Places eingetragenen Gebäude, Bauwerke, Objekte, Stätten oder historischen Distrikte.
Diese Liste entspricht dem Bearbeitungsstand des National Park Service/National Register of Historic Places vom 4. Oktober 2024.

## Legende
| NRHP | Historic Place |

## Aktuelle Einträge
| [ 2 ] | Name                  | Bild                  | Eintragsdatum                 | Lage                                                                       | Ort        | Beschreibung |
| ----- | --------------------- | --------------------- | ----------------------------- | -------------------------------------------------------------------------- | ---------- | ------------ |
| 1     | Holley Hills Estate   | Holley Hills Estate   | 1. Dez. 1980 ID-Nr. 80004029  | südlich von Alum Creek an der Coal River Road 38° 14′ 53″ N, 81° 48′ 20″ W | Alum Creek |              |
| 2     | Lincoln National Bank | Lincoln National Bank | 24. Nov. 2015 ID-Nr. 15000842 | 219 Main Street 38° 16′ 35″ N, 82° 6′ 23″ W                                | Hamlin     |              |